# Cub del Catedràtic

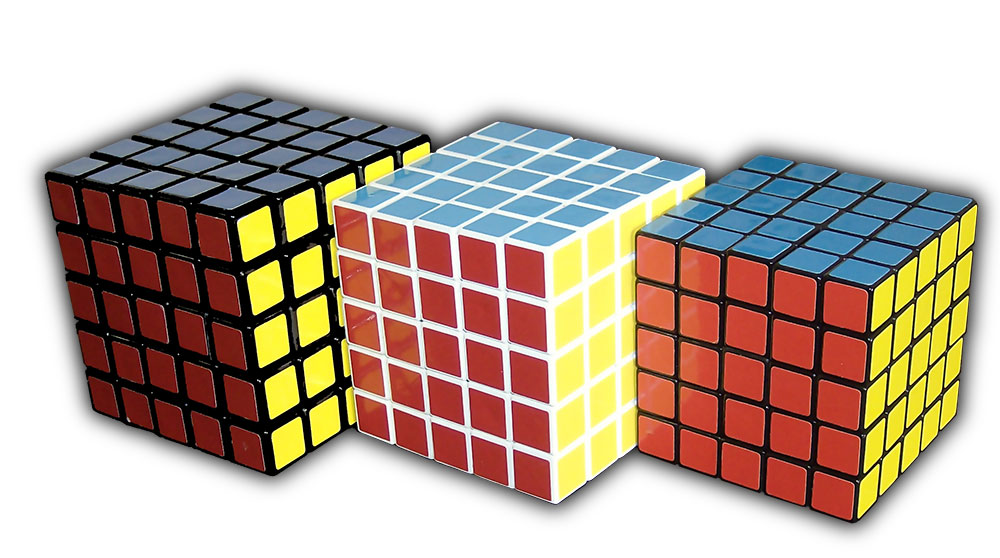
Versió oficial del Cub del Catedràtic (esquerra), Cub-V 5 (centre) i Cub Eastsheen 5×5×5 (dreta)

El Cub del Catedràtic és un trencaclosques mecànic. Es tracta de la versió en 5x5x5 del famós Cub de Rubik. Aquesta versió en 5x5x5 s'anomena "del Catedràtic" en referència a la dificultat més gran que té la seua resolució a causa de les dimensions ampliades (5x5x5 en lloc de 3x3x3 com passava amb el Cub de Rubik original).
En anglés la versió 5x5x5 l'anomenen generalment Professor's Cube, on la paraula professor té, per als anglo-saxons, el significat de "Catedràtic" o professor *universitari* (no un professor o mestre en general, que és el significat que la paraula té entre nosaltres). El Cub del Catedràtic té propietats i característiques en comú amb el Cub de Rubik original (3x3x3) i amb la versió anomenada Venjança de Rubik (4x4x4). El coneixement previ de qualsevol d'aquests dos trencaclosques pot ajudar a l'hora de resoldre el Cub del Catedràtic (5x5x5).

## Denominació
Les primeres versions del cub 5x5x5 venudes per Barnes & Noble foren comercialitzades sota el nom Professor's Cube (Cub del Catedràtic), però actualment Barnes & Noble ven cubs que s'anomenen simplement 5x5. Mefferts.com ofereix una versió en edició limitada del cub 5x5x5 denominat Professor's Cube. Aquesta versió té taulellets de colors en lloc d'etiquetes. L'empresa Verdes Innovations ven una versió anomenada Cub-V 5 (V-Cube 5).

## Durabilitat

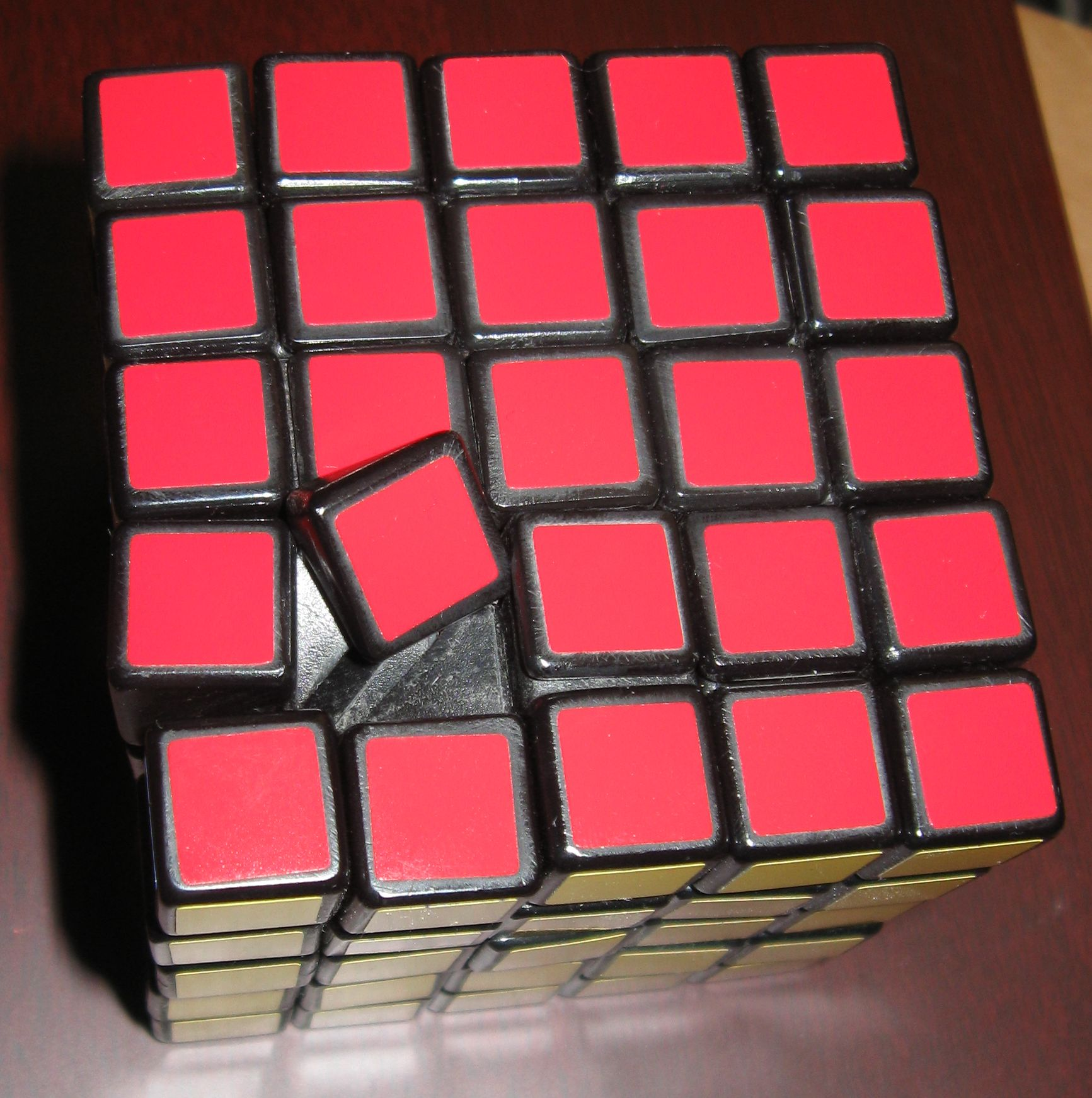
Cub original amb centre desalineat. Açò no pot passar amb els trencaclosques Eastsheen o V-Cube

El Cub del Catedràtic original és inherentment més delicat que el Cub de Rubik estàndard de 3x3x3, a causa del nombre molt més gran de parts mòbils. A causa del fràgil disseny del Cub del Catedràtic, aquest trencaclosques no és apte per a competicions de velocitat (speed cubing). L'aplicació d'excessiva força al cub quan es fan girar les parts pot provocar que algunes parts se n'isquen del mecanisme o es trenquen. És molt més propens a desmuntar-se o trencar-se si forcem el gir de files mal alineades. Si se'l torça sense que estiga perfectament alineat, això pot fer que les peces oposades diagonalment als vèrtexs quasi se n'isquen del tot. Açò es pot reparar tornant enrere, girant la cara de nou fins on estava, la qual cosa causa que la peça en concret torne a la seua posició original. Una força excessiva pot fer que el taulellet colorejat es trenque o separe completament. En un tal cas, el trencaclosques no es desmuntarà, però un quadre colorejat desapareixerà. Tant la versió Eastsheen del cub 5x5x5 com el V-Cube 5 estan dissenyats basant-se en mecanismes diferents, en un intent de donar remei a la fragilitat del disseny original.

## Configuracions
Hi ha 98 peces a l'exterior del cub: 8 vèrtexs, 36 peces voreres i 54 centres (48 mòbils i 6 fixes).
Qualsevol permutació dels vèrtexs és possible, incloent-hi permutacions imparelles, la qual cosa dona un nombre de possibles disposicions igual a 8!. Set dels vèrtexs poden ser rotats independentment, i l'orientació del huité restant depén dels altres set, donant com a resultat 37 combinacions.
Hi ha 54 centres. Sis d'aquests (els quadrats centrals de cada cara) ocupen posicions fixes i no es poden moure. La resta consisteix en dos conjunts de 24 centres. Dins de cada conjunt hi ha 4 centres de cada color. Cada conjunt pot ser ordenat de 24! formes diferents. Assumint que els 4 centres de cada color en cada conjunt són indistingibles, el nombre de permutacions de cada conjunt es redueix a 24!/(4!⁶) disposicions, totes les quals són possibles. El factor de reducció ve del fet que hi ha 4! maneres de disposar les 4 peces d'un color donat. Açò és elevat a la 6a potència perquè hi ha 6 colors. El nombre total de permutacions de tots els centres mòbils és el producte de les permutacions dels dos conjunts, 24!²/(4!12).
Les 24 peces voreres externes no poden ser voltades, donat que la forma interna d'eixes peces és asimètrica. Les peces de vora externes corresponents són distingibles, ja que les peces són imatges especulars unes de les altres. Qualsevulla permutació de les peces voreres externes és possible, incloent-hi permutacions imparelles, la qual cosa dona 24! disposicions. Les 12 peces voreres centrals poden ser voltades; 11 poden ser voltades i ordenades independentment, donant 12!/2 × 211 or 12! × 2¹⁰ possibilitats (una permutació imparella dels vèrtexs implica una permutació imparella de les peces voreres centrals, i viceversa, per això la divisió per 2). Hi ha 24! × 12! × 2¹⁰ possibilitats per a les peces voreres internes i externes considerades conjuntament.
Açò dona un nombre total de possibilitats de 
{\displaystyle {\frac {8!\times 3^{7}\times 12!\times 2^{10}\times 24!^{3}}{4!^{12}}}\approx 2.83\times 10^{74}}
La quantitat exacta és de 282,870,942,277,741,856,536,180,333,107,150,328,293,127,731,985,672,134,721,536,000,000,000,000,000 possibles configuracions (sobre 283 duodecilions).
Algunes variacions del Cub del Catedràtic tenen una de les peces centrals marcada amb un logo, que pot ser situat en quatre posicions diferents. Açò incrementa el nombre de configuracions per un factor de 4, arribant-se al nombre 1.13×1075, encara que qualsevol orientació d'aquesta peça podria ser considerada com a correcta. Amb la finalitat de fer-nos una idea de la magnitud d'aquest nombre, es pot observar el fet que el nombre d'àtoms en l'Univers observable s'ha estimat precisament en 1080.
Altres variants del Cub del Catedràtic augmenten la dificultat fent que l'orientació de les peces centrals siga visible. Baix es mostra un exemple d'açò.

## Solució

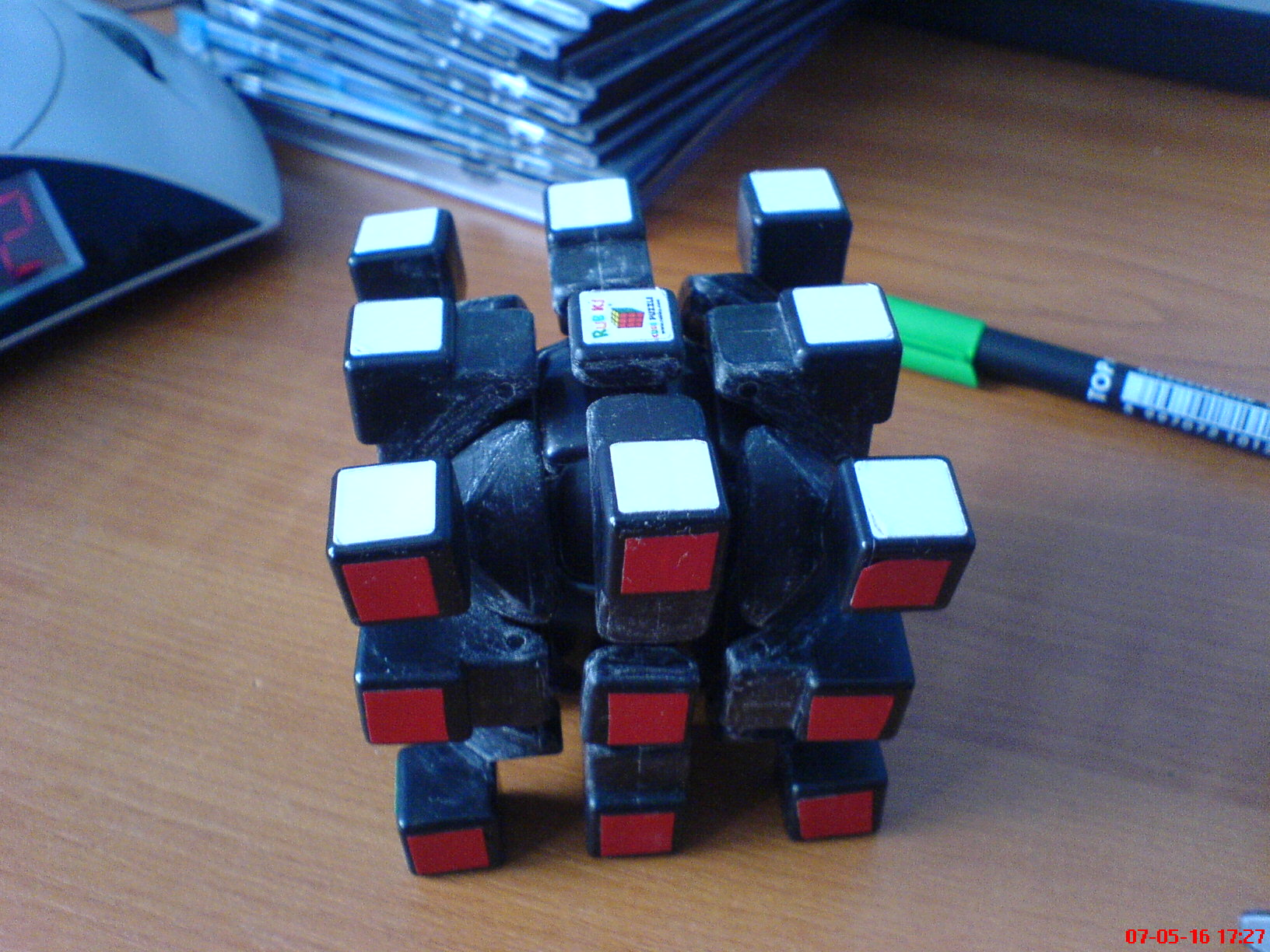
Cub del Catedràtic original amb moltes de les peces tretes, mostrant l'equivalent de 3×3×3 de la resta de peces

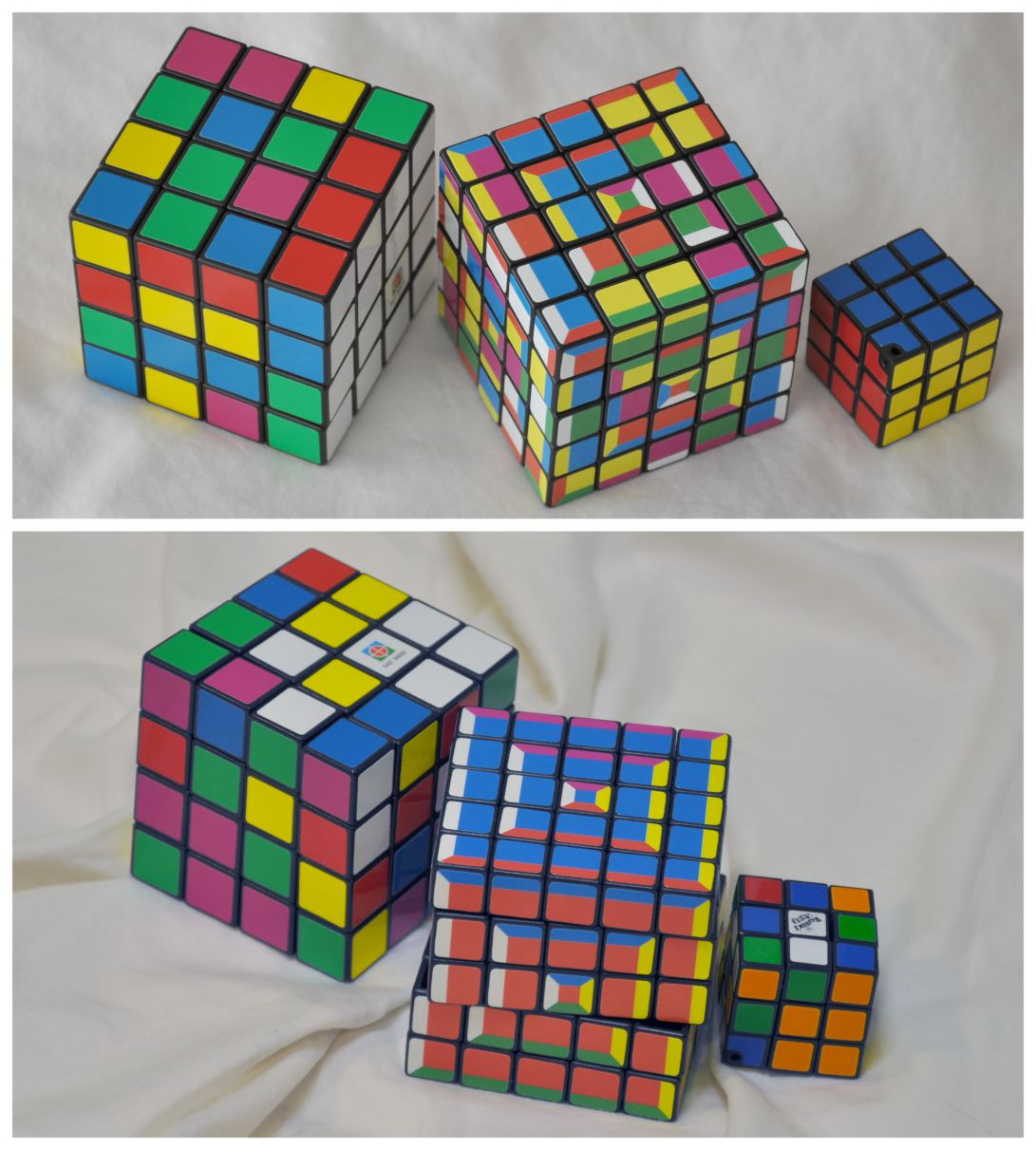
Al centre hi ha un cub EastSheen 5×5×5 amb etiquetes multi-color i que augmenten la dificultat

La gent capaç de resoldre ràpidament trencaclosques com aquest, generalment és favorable al mètode de reducció, consistent en agrupar peces voreres en bandes completes, i els centres en blocs de color complets. Açò permet resoldre el cub ràpidament amb els mateixos mètodes aplicables al de 3x3x3. Tal com s'il·lustra en la imatge de la dreta, els centres fixos peces voreres centrals i vèrtex poden ser tractats com l'equivalent d'un cub estàndard de 3x3x3. A causa d'eixa correspondència, els errors de paritat que es veuen de vegades en els cubs de 4x4x4 no poden ocórrer en un cub de 5x5x5, excepte si ha sigut manipulat de manera impròpia (desmuntar-lo i tornar-lo a reconstituir mal, quedant el nom ensamblatge fora de l'"òrbita" o domini des del qual el cub es pot resoldre bé).
Una altra estratègia usada freqüentment consisteix a resoldre les vores del cub (línies que uneixen els vèrtexs) primer. Els vèrtexs poden ser situats simplement tal com estan en qualsevol disposició que el cub tinga anteriorment, i els centres són manipulats amb un algoritme semblant a l'usat en el cub de 4x4x4.
Una estratègia usada menys freqüentment és resoldre una cara i un contorn primer, i a continuació el 2-on, 3-er i 4-rt contorn. Finalment, es resol l'última cara i el seu contorn. El procés recorda la construcció d'un edifici de quatre plantes. Primer va el fonament, seguidament cada planta, i finalment el terrat o sostre.

## Rècords mundials
L'actual rècord per a la resolució del Cub del Catedràtic en una competició oficial és de 51.09 segons, i fou establert per Feliks Zemdegs, d'Austràlia, en els Australian Nationals de 2012. La mateixa persona ostenta a més el rècord del món vigent per a una mitjana de 5 resolucions: 57.63 segons, establert a l'event Melbourne Cube Day de 2012. El rècord per a resoldre el cub de 5x5x5 amb els ulls embenats és de 6 minuts 44.77 segons, establert per Marcell Endrey d'Hongria al Zune Open de 2012.

## Vegeu a més
- Cub de butxaca – Versió 2×2×2 del tencaclosques
- Cub de Rubik – Versió 3×3×3 del trencaclosques: l'ORIGINAL
- La venjança de Rubik – Versió 4×4×4 del trencaclosques